# 乔瓦尼·本弗拉泰洛
乔瓦尼·本弗拉泰洛（義大利語：Giovanni Benfratello，1888年—1966年2月9日），意大利前男子击剑运动员。他曾代表意大利参加1912年夏季奥林匹克运动会击剑比赛男子个人佩剑和男子团体佩剑两个小项。